# 318 v. Chr.
Portal Geschichte | Portal Biografien | Aktuelle Ereignisse | Jahreskalender | Tagesartikel

◄ |
5. Jahrhundert v. Chr. |
4. Jahrhundert v. Chr. |
3. Jahrhundert v. Chr. |
►

◄ | 330er v. Chr. | 320er v. Chr. | 310er v. Chr. | 300er v. Chr. |
290er v. Chr. |
►

◄◄ | ◄ | 321 v. Chr. | 320 v. Chr. | 319 v. Chr. | 318 v. Chr. |
317 v. Chr. |
316 v. Chr. |
315 v. Chr. |
► |
►►

## Ereignisse

### Reich Alexanders des Großen
- Mai: Die Athener verurteilen den Feldherren Phokion als angeblichen Parteigänger Kassanders zum Tode.
- Ptolemaios I. gelingt im Kampf gegen Eumenes die Eroberung Syriens; auch Zypern gerät unter seine Kontrolle.
- Kassander siegt über Polyperchon bei Megalopolis und zwingt ihn, sich nach Makedonien zurückzuziehen.
- Peithon tötet den Statthalter von Parthien, Philipp, und versucht in der Folge, den Osten Persiens zu gewinnen.

### Römische Republik
- Die apulischen Städte Teanum und Canusium unterwerfen sich den Römern.

## Geboren
- 319/318 v. Chr.: Pyrrhos I., König von Epirus († 272 v. Chr.)

## Gestorben
- Mai: Phokion, athenischer Feldherr (* um 402 v. Chr.)